# Mosetse
Mosetse è un villaggio del Botswana situato nel distretto Centrale, sottodistretto di Tutume. Il villaggio, secondo il censimento del 2011, conta 1.787 abitanti.

## Località
Nel territorio del villaggio sono presenti le seguenti 15 località:
- Chibangabiya,
- Dakati,
- Dinonyane di 14 abitanti,
- Gagaga di 41 abitanti,
- Guba di 10 abitanti,
- Gumte di 28 abitanti,
- Khudutshikaraa di 97 abitanti,
- Kolobetshaa di 94 abitanti,
- Lekhubu di 4 abitanti,
- Lepashe di 37 abitanti,
- Mahume di 12 abitanti,
- Mokgalo di 117 abitanti,
- Mosetse,
- Seze di 23 abitanti,
- Xoojiba di 12 abitanti